# Kerntechnische Anlage T’aech’ŏn
Die Kerntechnische Anlage T’aech’ŏn ist eine kerntechnische Anlage in T’aech’ŏn-gun (Nordkorea). Ihr Bau wurde Anfang der 1990er-Jahre begonnen und im Rahmen des Atomabkommens von 1994 zwischen den USA und Nordkorea aufgegeben.
Geplant war ein 200-MW-Reaktor (50 MW elektrisch) vom Magnox-Typ. Dabei handelt es sich um einen gasgekühlten graphitmoderierten Reaktor. Wegen seiner geringen Leistungsdichte wird er nur für die Produktion von Plutonium eingesetzt. Der erste Reaktor dieses Types war Calder Hall 1, wo das Plutonium für die britischen Atombomben gewonnen wurde.